# Volkspartij Ommen Vooruit
Volkspartij Ommen Vooruit (VOV) is een Nederlandse lokale politieke partij die in oktober 2013 is opgericht. De oprichting vloeide voort uit de PvdA-fractie in de gemeenteraad van Ommen. Hier vond een afsplitsing plaats van raadslid de Jonge. 
De VOV is opgericht door een groep inwoners van de gemeente Ommen die gehoor wilde geven aan een veel gehoorde wens voor een ander politiek klimaat in de gemeente Ommen, met de Jonge als lijsttrekker.

## Volksvertegenwoordiging

### Gemeenten
In 2014 deed de VOV voor het eerst mee in de gemeenteraadsverkiezingen in de gemeente Ommen, waarbij het 2 zetels wist te behalen. In 2018 werden er wederom 2 zetels behaalt en in 2022 werden er 3 zetels behaald. 
| Gemeenteraadszetels | Gemeenteraadszetels |
| ------------------- | ------------------- |
| 2014                | 2                   |
| 2018                | 2                   |
| 2022                | 3                   |